# Гибкие навыки
Ги́бкие или надпрофессиональные на́выки (также заимствование англ. soft skills) — комплекс умений общего характера, тесно связанных с личностными качествами; так или иначе важных во всякой профессии. Гибкими считаются навыки критического мышления, решения задач, публичного выступления, делового общения, работы в команде, цифрового общения, организации деятельности, на которые также влияют уровень лидерских качеств, знания трудовой этики, дисциплины, чувство ответственности.
В настоящее время (к 2022 году) выделяются четыре главных гибких навыков будущего (4К навыки): креативность, коммуникативность, кооперативность, критическое мышление.
В противоположность гибким навыкам рассматриваются узкоспециализированные профессиональные знания (англ. hard skills), более тяжелые в освоении и не столь широко применяемые.
Характер определения гибких навыков таков, что их нельзя исследовать объективно. Во многом они зависят от черт личности того или иного человека: его склада ума, способа мышления, отношения к другим людям и взглядов на жизнь в целом. Впрочем, для определённой группы навыков на сегодняшний день проводятся тесты и собеседования, помогающие оценить их уровень развития.
Термин стал массово употребляться в развитых странах после 2000-х. Несмотря на то, что его возникновение принято относить к реформе системы подготовки личного состава армии США в 1959—1972 годы, в документе CON Reg 350-100-1, считающемся доказательным, термин не фигурирует.

## Актуальность
Считается, что гибкие навыки становятся всё более востребованными в условиях технического прогресса и динамично меняющейся предпринимательской среды начала XXI века. В частности, участники Всемирного экономического форума, а также Гайдаровского форума отметили, что трансформация образования в условиях технологической революции приводит к возрастанию потребности в гибких навыках, а Ассоциация бизнес-образования США и ОЭСР определяют гибкие навыки как критически важный фактор трудоустройства в условиях современного рынка труда.
Для создания большинства товаров (услуг) сегодня требуется кооперация профессионалов из разных областей, успешность которой строится на основе развитых гибких навыков.
Экономист Андрей Белоусов считает развитие гибких навыков одной из тенденций, которая в ближайшее время станет определять кадровую политику страны. Философ и методолог Пётр Щедровицкий также отмечает возрастающую роль сквозных компетенций — способностей видеть целое, выявлять закономерности в сложных объектах, грамотно выстраивать диалог и включаться в коллективную работу.
Для развития гибких навыков существуют различные способы, среди которых специалисты выделяют тренинги, корпоративные программы подготовки и обучения, наставничество и коучинг. Однако, разумеется, наиболее эффективно развивать гибкие навыки в средней школе, пока личность ещё до конца не сформирована.

## Влияние гибких навыков на зарплату
Статистические данные показывают взаимосвязи между, с одной стороны: степенью открытости опыту, добросовестностью и невротизмом; с другой — между занятостью и зарплатой. Качество выполняемой работы и психологическая составляющая — это неразрывно связанные между собой вещи. Работодатель платит работнику за его продуктивность, за его навыки, за его умения.
Измерения данных о некогнитивных характеристиках в России впервые были проведены в 2016 году. В итоговую выборку вошли мужчины и женщины 20-60 лет, поскольку к этому возрасту некогнитивные черты уже сформированы. Результаты приводят к сопоставимому влиянию личностных характеристик и уровня образования на заработную плату.
Исследования показывают, что программы раннего образования, направленные на развитие именно поведенческих и личностных навыков, имеют положительное долгосрочное влияние на социально-экономическое благополучие общества.